# IC 3003
IC 3003 је лентикуларна галаксија у сазвјежђу Береникина коса која се налази на листи објеката дубоког неба у Индекс каталогу.
Деклинација објекта је + 32° 48' 48" а ректасцензија 12h 7m 32,5s. Привидна величина (магнитуда) објекта IC 3003 износи 14,3 а фотографска магнитуда 15,3. IC 3003 је још познат и под ознакама MCG 6-27-13, CGCG 187-11, NPM1G +33.0243, PGC 38490.